# Ludwig Muff (Oberamtmann, 1806)
Hans Friedrich Wilhelm Ludwig Muff (* 5. September 1806 oder 5. Oktober 1806 in Göppingen; † 11. Februar 1882 in Ulm) war ein württembergischer Oberamtmann.

## Leben
Ludwig Muff entstammte einem alteingesessenen Geschlecht der württembergischen Ehrbarkeit. Sein Vater Ludwig Muff war Oberamtmann in Schwäbisch Gmünd, Göppingen und Ulm.
Er besuchte die Vorschule und das Gymnasium in Ulm und Stuttgart. Anschließend studierte er Kameralwissenschaften in Tübingen. Während seines Studiums wurde er 1825 Mitglied der Burschenschaft Germania Tübingen.
Nach Ablegen der Höheren Verwaltungsdienstprüfung wurde er zwischen 1831 und 1839 als Oberamtsaktuar in Kirchheim unter Teck, Brackenheim und Gaildorf eingesetzt. 1841 versetzte man ihn als Kanzleiassistent zur Regierung des Schwarzwaldkreises in Reutlingen, wo er 1843 Sekretär wurde. 1856 wurde Ludwig Muff Oberamtsverweser in Welzheim und 1857 dann Oberamtmann in Blaubeuren. Trotz einer mehrere Jahre andauernden Krankheit wurde er erst mit 68 Jahren in den Ruhestand versetzt, den er in Ulm verlebte. 1873 wurde Muff mit dem Ritterkreuz 1. Klasse des Friedrichs-Ordens geehrt.
Sein Sohn Karl von Muff (1846–1935) war württembergischer Offizier, zuletzt Generalleutnant.